# Ernst Rowohlt
Ernst Hermann Heinrich Rowohlt, né le 23 juin 1887 à Brême et mort le 1er décembre 1960 à Hambourg, est un éditeur allemand. Il a fondé sa maison d'éditions Rowohlt Verlag en 1908 à Leipzig.

## Biographie et carrière

### Premières années
Rowohlt naît à Brême dans la famille d'un courtier, Heinrich Rowohlt, et de son épouse, née Anna Dorothea von Hunteln. Il a deux sœurs, Maria et Margarethe. Après ses études secondaires, il entre dans une banque de Brême, puis chez Breitkopf & Härtel, éditeur de musique, où il apprend les techniques d'édition.

### Les débuts 1908-1912
Il fonde sa propre maison d'éditions en 1908 Rowohlt Verlag et publie son premier ouvrage, Lieder der Sommernächte, de Gustav Edzard, suivi de Katerpoesie, de Paul Scheerbart en 1909. Il publie ensuite divers ouvrages de Hugo Ball, Max Brod, Max Dauthendey, Herbert Eulenberg, Carl Hauptmann, Georg Heym, Franz Kafka, Mechtilde Lichnowsky, Hermann Harry Schmitz, ou encore Arnold Zweig.
Kurt Pinthus et Walter Hasenclever sont les premiers membres du comité de lecture. En 1912, Kurt Wolff, qui était partenaire depuis 1910, et Ernst Rowohlt se séparent. Wolff acquiert les droits d'édition pour quinze mille marks, dont ceux de Johannes Robert Becher, Max Brod, Georg Heym, Franz Kafka, et Stefan Zweig et la maison prend le nom en 1913 de Kurt Wolff Verlag. Quant à Rowohlt, il travaille chez S. Fischer Verlag et dirige le service des ventes de la maison Hyperion-Verlag de Berlin. Il s'engage ensuite comme volontaire dans l'armée active pendant la guerre de 1914-1918.

### 1919-1943
Il fonde sa seconde maison d'éditions après la guerre à son retour à Berlin, toujours sous le nom de Rowohlt Verlag. Cette deuxième maison dure jusqu'en 1943, avec Paul Mayer et Franz Hessel comme lecteurs au début. De grands auteurs des années 1920 sont publiés, comme Franz Blei, Alfons Goldschmidt, Heinrich Eduard Jacob, Kurt Pinthus, Alfred Polgar, Carl Ludwig Schleich ou Kurt Tucholsky, mais également Balzac. Emil Ludwig est un auteur à succès de la maison à partir de 1923, notamment avec son Napoléon et Juillet 14. Rowohlt inclut à son catalogue après 1928 des traductions d'auteurs américains, comme Ernest Hemingway avec Le Soleil se lève aussi, ou Sinclair Lewis avec Elmer Gantry le charlatan, ou bien Thomas Wolfe.
Au début des années 1930, le catalogue étranger et les parutions en feuilleton sont sous la direction de Peter Zingler. La maison est confrontée à une situation financière critique, mais le succès du livre d'Hans Fallada Et puis après ?, qui aura une version filmée en Allemagne et aux États-Unis, renverse la tendance. Il publie aussi Ernst von Salomon avec Les Réprouvés.
Quarante-six titres (soit près de la moitié du catalogue) sont interdits, après l'arrivée au pouvoir d'Hitler en 1933. Ses lecteurs Mayer et Hessel, juifs, sont contraints à l'émigration. Rohwohlt lui-même part avec sa famille pour Zurich, puis pour Paris, Londres et Rotterdam et enfin arrive au Brésil. Il est toutefois membre du NSDAP depuis 1937. Entretemps son entreprise fusionne en tant que filiale avec la Deutsche Verlag Anstalt de Stuttgart. Elle édite Kurt Kusenberg en 1940. Rowohlt retourne en décembre 1940 en Allemagne. Il est enrôlé en tant que capitaine dans la Wehrmacht, le 10 février 1941. Il est en Grèce au cap Sounion, puis sur le front du Caucase en 1942. Finalement le Reichsleiter Max Amann exige la fermeture de la maison d'édition en 1943.

### Après 1946
La Rowohlt Verlag renaît de ses cendres en 1946 à Stuttgart, son fils Heinrich Maria ayant obtenu la licence des Américains. Les premiers auteurs édités sont Erich Kästner, Joachim Ringelnatz et Tucholsky. La Rowohlt Verlag obtient ensuite la licence de la zone britannique d'occupation, pour Hambourg, et quatre ans plus tard, la compagnie déménage de Munich à Hambourg. C'est alors que paraissent les premiers livres de poche, dits rororo-Taschenbücher (Rowohlt-Rotations-Romane), dont la parution est mensuelle. Après des débuts difficiles, la maison parvient à l'équilibre après 1948.
Elle édite alors Wolfgang Borchert, Ernest Hemingway, Walter Jens, Dieter Meischner, Gregor von Rezzori, Ernst von Salomon et Arno Schmidt.
Ernst Rowohlt est victime de son premier infarctus en 1951, mais demeure en activité. Il obtient la croix de commandeur de l'ordre du Mérite de la République fédérale d'Allemagne pour son soixante-dixième anniversaire et il est fait docteur honoris causa de l'université de Leipzig.
Il meurt d'un infarctus, le 1er décembre 1960. Il est enterré au cimetière de Volksdorf (Hambourg). Son fils Heinrich Maria Ledig-Rowohlt prend sa succession.